# 新华路街道 (承德市)
新华路街道，是中华人民共和国河北省承德市双桥区下辖的一个乡镇级行政单位。

## 行政区划
新华路街道下辖以下地区：
中兴路社区、裕华路社区、云山社区、新兴街社区、桃李街社区和露露社区。